# Rafaela (série télévisée)
Rafaela, est une telenovela mexicaine diffusée en 2011 par Televisa.

## Distribution
- Scarlet Ortiz : Rafaela De la Vega Martínez
- Jorge Poza : José María Baez
- Chantal Andere : Mireya de Baez
- Diana Bracho : Morelia De la Vega
- Rogelio Guerra : Rafael De la Vega
- Arleth Terán : Ileana Contreras
- Patricia Reyes Spíndola : Caridad Martínez
- Manuel "El Loco" Valdés : Braulio
- Sheyla Tadeo : Amanda
- Ilean Almaguer : Alicia De la Vega
- Juan Carlos Flores : Chucho Martínez
- Tiare Scanda : Rosalba Martínez
- Evelyn Cedeño : Belén Martínez
- Arturo Carmona : Víctor Acuña
- Emanuel Chikoto : Goyito Martínez
- Manuela Imaz : Arely
- Juan Ángel Esparza : Carlos Luis
- Mar Contreras
- Arleth Pacheco
- Isabel Martínez "La Tarabilla"
- Sarai Meza : Luli Martínez
- Isadora Gonzalez
- Eduardo Rivera : Alfredo
- Nicolás Mena : Raúl Herrera
- Katherine Kellerman : Delia
- Silvia Ramírez : Camila
- Isabel Martínez "La Tarabilla" : Rosario
- Rosangela Balbó : Sara
- Teo Tapia : Ernesto
- Jorge Alberto Bolaños : Porfirio
- Mario Sauret : Cosme
- Evelyn Cedeño : Belén Martínez
- Sarai Meza : Luli Martínez
- Emanuel Chikoto : Goyito Martínez
- Lourdes Canale
- Silvia Suarez
- Sergio Jurado : Bruno
- Oscar Ferreti
- Arturo Laphan
- Harding Junior
- Yulyenette Anaya : Romana
- Mayahuel del Monte
- Oswaldo Zarate : El Flaco

## Diffusion internationale
- Venevisión : Lundi au samedi à 13h30 (30 min)
- La Red : Lundi au vendredi à 15h00 (1 heure)
- Telenovela Channel : Lundi au vendredi le week-end marathon (en anglais)

## Autres versions
- Rafaela (1977), réalisé par Grazzio D'Angelo, produit par José E. Crousillat pour Venevision; avec Arnaldo Andre et Chelo Rodriguez.
- Alejandra (1994), réalisé par Olegario Barrera, produit par Hernando Faria et Jhonny Pulido Mora pour RCTV; avec María Conchita Alonso et Jorge Schubert.